# Nati nel 1751
| Questa pagina contiene informazioni ricavate automaticamente dalle voci biografiche con l'ausilio del template Bio e di un bot. L'aggiornamento è periodico e automatico e ricostruisce completamente la pagina. Se manca una persona in questa lista, sei pregato di non aggiungerla, ma accertati piuttosto che la sua voce biografica contenga il template Bio e che i dati anagrafici siano correttamente compilati. Se il template Bio manca, inseriscilo tu stesso o, in alternativa, metti l'avviso {{tmp\|Bio}} che ne segnala la mancanza. Se i dati riportati sono sbagliati, correggi direttamente la voce biografica; le modifiche saranno visibili in questa lista entro pochi giorni. Per chiarimenti vedi il progetto biografie. La lista contiene solo le 170 persone che sono citate nell'enciclopedia e per le quali è stato implementato correttamente il template Bio. Pagina aggiornata al 18 mag 2025. |

## Gennaio(13)
- 4 gennaio - Nicolao Sottile, presbitero e scrittore italiano († 1832)
- 5 gennaio - Salvatore Palazzotto, imprenditore italiano († 1824)
- 7 gennaio - François Dumont, pittore e miniaturista francese († 1831)
- 12 gennaio - Ferdinando I delle Due Sicilie, re († 1825)
- 12 gennaio - Joseph Kinsky von Wchinitz und Tettau, principe († 1798)
- 14 gennaio - Franz von Zeiller, giurista austriaco († 1828)
- 20 gennaio - Ferdinando I di Parma, nobile italiano († 1802)
- 23 gennaio - Jakob Michael Reinhold Lenz, scrittore tedesco († 1792)
- 28 gennaio - Georg Adolf Suckow, fisico, chimico e naturalista tedesco († 1813)
- 29 gennaio - Hans Carl Knudtzon, politico e armatore norvegese († 1823)
- 29 gennaio - Luisa di Waldeck e Pyrmont, principessa tedesca († 1817)
- 29 gennaio - Francis Osborne, V duca di Leeds, nobile, giurista e politico britannico († 1799)
- 31 gennaio - Jean François Carteaux, generale e pittore francese († 1813)

## Febbraio(10)
- 1º febbraio - Charles-Nicolas-Sigisbert Sonnini de Manoncourt, naturalista e viaggiatore francese († 1812)
- 7 febbraio - Giorgio Vincenzo Pigliacelli, giurista e politico italiano († 1799)
- 12 febbraio - Giberto Borromeo, nobile e politico italiano († 1837)
- 15 febbraio - Johann Heinrich Wilhelm Tischbein, pittore tedesco († 1829)
- 18 febbraio - Adolf Ulrik Wertmüller, pittore svedese († 1811)
- 20 febbraio - Johann Heinrich Voss, poeta e traduttore tedesco († 1826)
- 22 febbraio - Enrico XV di Reuss zu Plauen, nobile († 1825)
- 23 febbraio - Henry Dearborn, politico, medico e statistico statunitense († 1829)
- 24 febbraio - Bartolomeo Forteguerri, ammiraglio italiano († 1809)
- 26 febbraio - Giuseppe Orus, veterinario italiano († 1792)

## Marzo(9)
- 8 marzo - Giovanni Caccia Piatti, cardinale italiano († 1833)
- 9 marzo - Sébastien Gérardin, naturalista, ornitologo e botanico francese († 1816)
- 15 marzo - Jean-Nicolas Démeunier, politico e saggista francese († 1814)
- 16 marzo - James Madison, politico statunitense († 1836)
- 17 marzo - Anders Dahl, botanico svedese († 1789)
- 18 marzo - Robert Hay-Drummond, X conte di Kinnoull, nobile scozzese († 1804)
- 19 marzo - Francesco Gallarati Scotti, giurista, giudice e nobile italiano († 1827)
- 19 marzo - Maria Giuseppina d'Asburgo-Lorena, nobile austriaca († 1767)
- 25 marzo - Pietro Gonzaga, pittore e scenografo italiano († 1831)

## Aprile(9)
- 3 aprile - Antonio Francesco Campana, fisico e medico italiano († 1832)
- 3 aprile - Jean-Baptiste Moyne, compositore francese († 1796)
- 5 aprile - Maria Lullin, entomologa svizzera († 1822)
- 10 aprile - Vincenzo Angelo Orelli, pittore svizzero († 1813)
- 16 aprile - Pratap Singh Shah, re nepalese († 1777)
- 18 aprile - Fëdor Nikolaevič Golicyn, poeta russo († 1827)
- 21 aprile - Ira Allen, generale e politico statunitense († 1814)
- 23 aprile - Gilbert Elliot-Murray-Kynynmound, I conte di Minto, politico, diplomatico e nobile britannico († 1814)
- 23 aprile - Johann Emanuel Joseph von Khevenhüller-Metsch, funzionario austriaco († 1847)

## Maggio(11)
- 1º maggio - Judith Sargent Murray, scrittrice, poetessa e drammaturga statunitense († 1820)
- 7 maggio - Girolamo Lucchesini, diplomatico e scrittore italiano († 1825)
- 9 maggio - Jakob Friedrich von Abel, filosofo tedesco († 1829)
- 10 maggio - Antonio Maria Torricelli, pittore svizzero († 1808)
- 11 maggio - Ralph Earl, pittore statunitense († 1801)
- 12 maggio - Gaetano Manna, compositore italiano († 1804)
- 13 maggio - Alberto Alemagna, politico italiano († 1828)
- 21 maggio - Gudmund Jöran Adlerbeth, politico, storico e antiquario svedese († 1818)
- 24 maggio - Carlo Emanuele IV di Savoia, sovrano († 1819)
- 31 maggio - John Abbot, entomologo, ornitologo e botanico britannico († 1840)
- 31 maggio - Pierre Rousseau, architetto francese († 1829)

## Giugno(4)
- 2 giugno - Jean-Joseph-Victor Genissieu, politico, avvocato e magistrato francese († 1804)
- 3 giugno - Vincenzo Romano, presbitero italiano († 1831)
- 26 giugno - Louis Marie de Milet de Mureau, politico, generale e nobile francese († 1825)
- 29 giugno - William Roxburgh, botanico scozzese († 1815)

## Luglio(15)
- 4 luglio - Giuseppe Ceracchi, scultore italiano († 1801)
- 5 luglio - Francesco Vendramin, politico e diplomatico italiano († 1818)
- 9 luglio - Nikolaj Petrovič Šeremetev, politico russo († 1809)
- 12 luglio - Giulia Billiart, religiosa francese († 1816)
- 12 luglio - Francisco Salvà i Campillo, fisico e medico spagnolo († 1828)
- 13 luglio - George Mason-Villiers, II conte Grandison, politico britannico († 1800)
- 18 luglio - Johann Thomas Ludwig Wehrs, teologo tedesco († 1811)
- 21 luglio - Luigi Romanelli, librettista italiano († 1839)
- 22 luglio - Carolina Matilde di Hannover, sovrana danese († 1775)
- 28 luglio - Geneviève de Gramont, nobildonna francese († 1794)
- 28 luglio - Joseph Habersham, politico e militare statunitense († 1815)
- 29 luglio - Elisabetta Caminer, scrittrice e editrice italiana († 1796)
- 30 luglio - Ermanno di Hohenzollern-Hechingen, principe († 1810)
- 30 luglio - Maria Anna Mozart, compositrice, pianista e clavicembalista austriaca († 1829)
- 31 luglio - Nikolaj Petrovič Osipov, scrittore, poeta e traduttore russo († 1799)

## Agosto(11)
- 2 agosto - August Christian Andreas Abel, violinista tedesco († 1834)
- 2 agosto - William Adam, politico e avvocato britannico († 1839)
- 2 agosto - Nicolas-Marie Gatteaux, medaglista e scultore francese († 1832)
- 2 agosto - Lorenz Hübner, presbitero, scrittore e pubblicista tedesco († 1807)
- 7 agosto - Guglielmina di Prussia, principessa tedesca († 1820)
- 11 agosto - Agostino Colaianni, vescovo cattolico italiano († 1814)
- 19 agosto - Samuel Prescott, patriota statunitense († 1777)
- 23 agosto - Michele Natale, vescovo cattolico italiano († 1799)
- 23 agosto - Viviano Orfini, cardinale italiano († 1823)
- 23 agosto - Nikolaus Simrock, cornista e editore tedesco († 1832)
- 26 agosto - Manuel José Abad y Queipo, presbitero spagnolo († 1825)

## Settembre(14)
- 1º settembre - Emanuel Schikaneder, attore teatrale, basso e librettista tedesco († 1812)
- 2 settembre - Giannantonio Selva, architetto e architetto del paesaggio italiano († 1819)
- 3 settembre - Giustiniano Palomba, avvocato, patriota e politico italiano († 1800)
- 5 settembre - François-Joseph Westermann, generale francese († 1794)
- 6 settembre - Luigi Pandolfi, cardinale italiano († 1824)
- 8 settembre - Antonio Maria Frosini, cardinale italiano († 1834)
- 9 settembre - Uesugi Harunori, giapponese († 1822)
- 10 settembre - Bartolomeo Campagnoli, violinista e compositore italiano († 1827)
- 11 settembre - Carlotta di Sassonia-Meiningen, nobile († 1827)
- 13 settembre - Luigi di Borbone-Francia, principe francese († 1761)
- 14 settembre - Federico Augusto Alessandro di Beaufort-Spontin, nobile e politico belga († 1817)
- 24 settembre - François-Marie Bigex, arcivescovo cattolico italiano († 1827)
- 24 settembre - Giovanni Colbran, violinista spagnolo († 1820)
- 25 settembre - Carlo Eugenio di Lorena, principe di Lambesc, principe e generale francese († 1825)

## Ottobre(19)
- 1º ottobre - Marsilio Landriani, chimico italiano († 1815)
- 2 ottobre - Angelo Maria d'Elci, letterato italiano († 1824)
- 4 ottobre - Daniel Boëthius, filosofo svedese († 1810)
- 5 ottobre - James Iredell, giudice statunitense († 1799)
- 5 ottobre - John Shore, I barone Teignmouth, funzionario britannico († 1834)
- 8 ottobre - Gaetano d'Ancora, archeologo, filologo e grecista italiano († 1816)
- 9 ottobre - Pierre Louis de Lacretelle, giurista francese († 1824)
- 10 ottobre - Francesco Cancellieri, storico, bibliotecario e bibliografo italiano († 1826)
- 10 ottobre - Étienne Morel de Chédeville, drammaturgo e librettista francese († 1814)
- 15 ottobre - David Samwell, medico e poeta britannico († 1798)
- 16 ottobre - Federica Luisa d'Assia-Darmstadt, regina († 1805)
- 16 ottobre - Franz Schütz, pittore e incisore tedesco († 1781)
- 17 ottobre - Paolo Lamberto D'Allègre, arcivescovo cattolico italiano († 1821)
- 19 ottobre - Charles Édouard Jennings de Kilmaine, generale irlandese († 1799)
- 21 ottobre - Giovanni Maria Angioy, rivoluzionario, funzionario e politico italiano († 1808)
- 22 ottobre - Nathanael Gottfried Leske, entomologo e geologo tedesco († 1786)
- 23 ottobre - Leopoldo Camillo Volta, storico italiano († 1823)
- 28 ottobre - Dmitrij Stepanovič Bortnjanskij, compositore russo († 1825)
- 30 ottobre - Richard Brinsley Sheridan, politico, commediografo e direttore teatrale irlandese († 1816)

## Novembre(11)
- 1º novembre - Ennio Quirino Visconti, archeologo, politico e museologo italiano († 1818)
- 2 novembre - Théodore-Pierre Bertin, insegnante, traduttore e inventore francese († 1819)
- 5 novembre - Ascanio Baldasseroni, avvocato e giurista italiano († 1824)
- 6 novembre - Alexandre de Gouveia, missionario e vescovo cattolico portoghese († 1808)
- 11 novembre - Giuseppe Maria Doria Pamphilj, cardinale e arcivescovo cattolico italiano († 1816)
- 15 novembre - Gottlieb Jakob Planck, storico tedesco († 1833)
- 17 novembre - Johann Michael Sailer, teologo e vescovo cattolico tedesco († 1832)
- 17 novembre - Bartolo Villaroja, nobile, politico e patriota italiano († 1799)
- 23 novembre - George Waldegrave, IV conte Waldegrave, nobile e ufficiale inglese († 1789)
- 24 novembre - Antonio Benedetto Carpano, inventore italiano († 1821)
- 25 novembre - Joseph Lepaute Dagelet, astronomo e matematico francese († 1788)

## Dicembre(15)
- 1º dicembre - Johan Henric Kellgren, scrittore svedese († 1795)
- 1º dicembre - Charles Philippe Ronsin, generale e drammaturgo francese († 1794)
- 2 dicembre - Jean François Hue, pittore francese († 1823)
- 4 dicembre - Giovanni Pindemonte, poeta e drammaturgo italiano († 1812)
- 6 dicembre - Pascal François Joseph Gossellin, numismatico, geografo e storico francese († 1830)
- 8 dicembre - Heinrich Friedrich Füger, pittore tedesco († 1818)
- 9 dicembre - Maria Luisa di Borbone-Parma, regina († 1819)
- 10 dicembre - George Shaw, botanico e zoologo inglese († 1813)
- 11 dicembre - Christian Wilhelm von Dohm, storico tedesco († 1820)
- 19 dicembre - Giuseppe Giordani, compositore italiano († 1798)
- 24 dicembre - Lars von Engeström, politico e diplomatico svedese († 1826)
- 26 dicembre - Clemente Maria Hofbauer, presbitero e santo ceco († 1820)
- 26 dicembre - Lord George Gordon, politico inglese († 1793)
- 31 dicembre - Marciano Di Leo, scrittore, poeta e oratore italiano († 1819)
- 31 dicembre - Giovanni Battista Lampi, pittore italiano († 1830)

## Senza giorno specificato(29)
- William Absolon, pittore e decoratore britannico († 1815)
- Léonard-Alexis Autié, stilista, impresario teatrale e parrucchiere francese († 1820)
- John Bagwell, politico irlandese († 1816)
- Matteo Borsa, saggista, critico letterario e filosofo italiano († 1798)
- Pierre Emmanuel Bruneseau, ingegnere francese († 1819)
- Jean Alexandre Caffin, generale francese († 1819)
- Nicola Codronchi, filosofo e economista italiano († 1818)
- John Connolly, religioso e vescovo cattolico irlandese († 1825)
- Silvia Curtoni Verza, scrittrice italiana († 1835)
- Vincenzo De Mita, pittore italiano
- Luigi Del Buono, attore teatrale italiano († 1832)
- François-Antoine-Henri Descroizilles, chimico francese († 1825)
- María Antonia Fernández, attrice teatrale spagnola († 1787)
- Fra Felice da Palermo, pittore, architetto e ingegnere italiano († 1824)
- Giovanni Greppi, commediografo, attore teatrale e librettista italiano († 1827)
- William Hamilton, pittore inglese († 1801)
- Zalkind Hourwitz, scrittore polacco († 1812)
- John Ledyhard, esploratore statunitense († 1789)
- Paola Castiglioni Litta, nobile italiana († 1846)
- Józef Lubomirski, nobile e generale polacco († 1817)
- Henry Moore, religioso irlandese († 1844)
- Leopoldo Pollack, architetto italiano († 1806)
- Michail Rumjancev-Zadunajskij, generale russo († 1811)
- Francesco Salari, compositore italiano († 1828)
- Girolamo Schiavon, compositore e organista italiano († 1821)
- Thomas Sheraton, ebanista inglese († 1806)
- Benjamin Stoddert, politico statunitense († 1813)
- Pierre-Philippe Thomire, orafo francese († 1843)
- Varvara Sergeevna Urusova, nobildonna russa († 1831)